# Konvergenztheorie (Evolution)

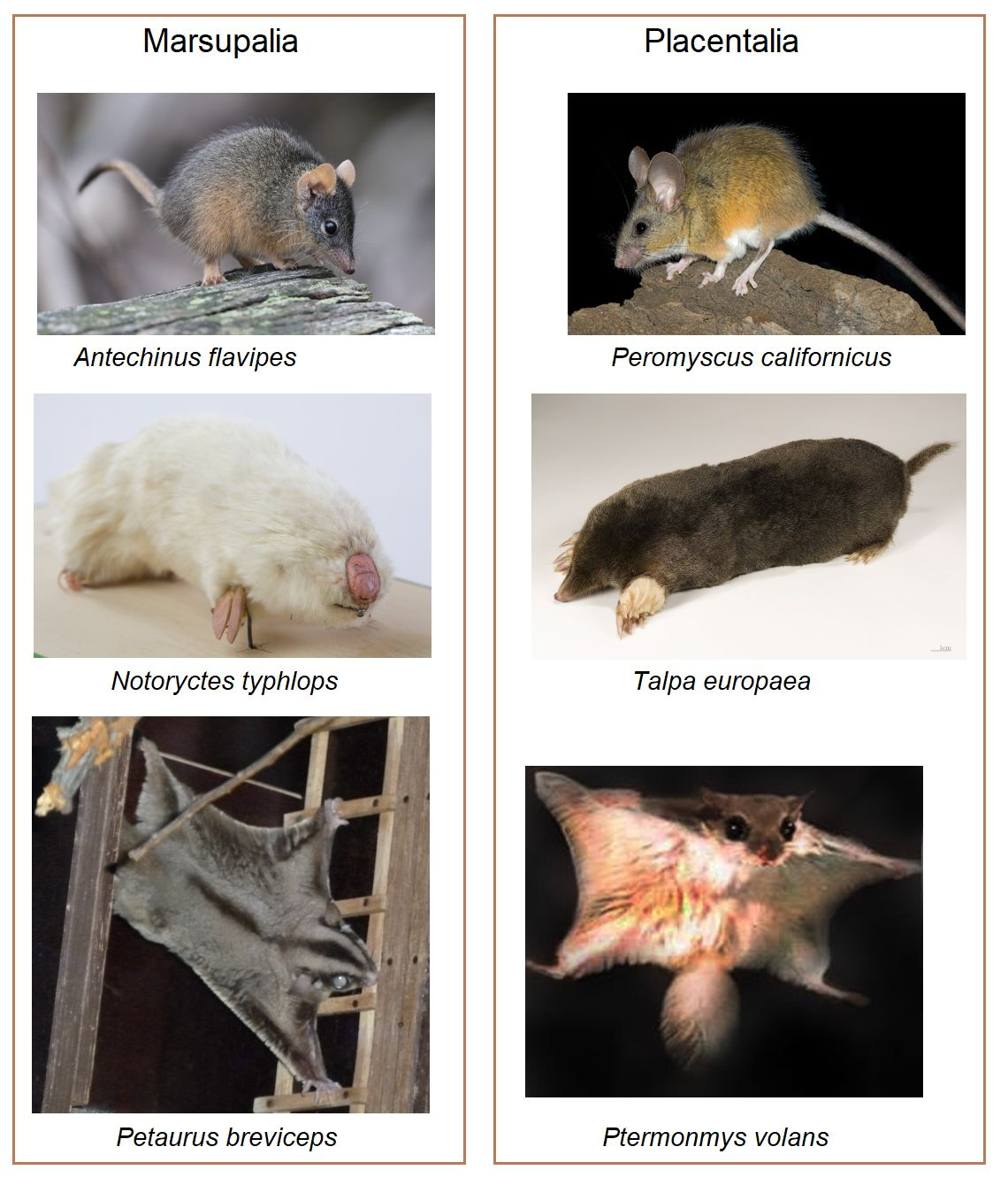
Durch konvergente Entwicklungen entstandene Arten bei Beuteltieren (Marsupialia) in Australien (linke Spalte) und Plazentatieren (Placentalia) in Europa und Amerika (rechte Spalte).
Links: Beutelmaus, Beutelmull, Gleitbeutler.
Rechts: Kalifornische Maus, Maulwurf, Gleithörnchen.

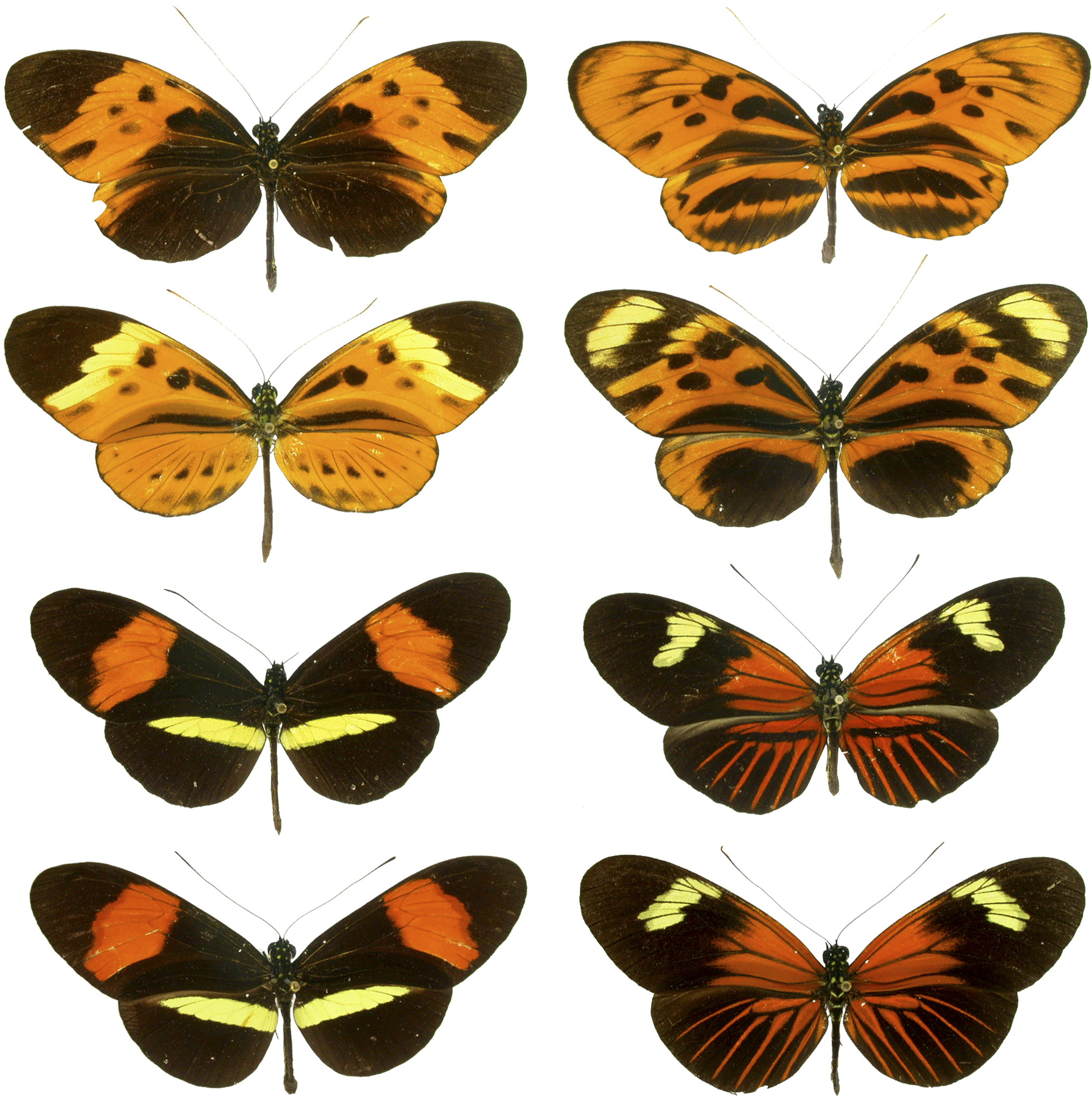
Die Flügelmuster dieser Heliconiusarten sind durch Mimikry konvergent entstanden, also keine Variationen eines gemeinsamen Vorfahren.

Die Konvergenztheorie der Evolution beschäftigt sich mit den langfristigen erdgeschichtlichen Formen der Entstehung des Lebens. Sie besagt, dass das Leben auf der Erde so entstehen musste, wie es ist. Der Hauptvertreter der Konvergenztheorie ist der britische Paläontologe und Evolutionsbiologe Simon Conway Morris. Die Konvergenztheorie geht von der Annahme aus, dass viele einander entsprechende Funktionalitäten in der Evolution unabhängig entstanden sind. Beispiele sind nicht verwandte sukkulente Pflanzen, die als Anpassung an arides Klima einen ähnlichen Habitus entwickelt haben, oder die Flügel von Vögeln, Fledermäusen und Hautflüglern oder die Augen. Ein klassisches Beispiel sind die durch adaptive Radiation an bestimmte ökologische Nischen angepassten Beuteltiere in Australien. Auf den anderen Kontinenten werden die entsprechenden ökologischen Nischen von Plazentatieren eingenommen, die sehr ähnliche morphologische Merkmale besitzen.
Selbst innerhalb bestimmter Taxa wird konvergente Evolution angenommen, etwa bei den Flügelmustern von Schmetterlingen, oder den Mundwerkzeugen von Insekten. Hier ist es von ursprünglich beißend-kauenden Mundwerkzeugen zu verschiedenen abgeleiteten Funktionstypen gekommen, einerseits bei blütenbesuchenden Insekten die Ausbildung von Saugrüsseln aus den Maxillen, die Nektar aufnehmen können, andererseits zur Ausbildung stechend-saugender Mundwerkzeuge, die aus den Labien, den Mandibeln und den Maxillen bestehen.
Nach der Theorie mussten Flügel entstehen, weil Luft existiert, Flossen mussten entstehen, weil Wasser existiert. Conway Morris spricht hier auf Grund der physikalischen Bedingungen auf der Erde von funktionalen Zwängen. Das Leben entwickelt sich stabil, weil die Natur den Rahmen dafür bereitstellt. Die Richtung, die das Leben nimmt, ist damit auch zu einem bestimmten Grad voraussagbar, da sie unvermeidlich den selektiv-adaptiven Regeln folgt. Die Konvergenztheorie leugnet nicht den Einfluss von Kontingenzereignissen auf die Entwicklung des Lebens, wie etwa durch den Meteoriteneinschlag an der Kreide-Tertiär-Grenze, argumentiert aber, dass solche Zufallsereignisse allenfalls aufschiebende Wirkung haben.
Bezüglich der Entstehung des Menschen geht Conway Morris sogar so weit zu sagen, dass der Mensch bereits mit dem Urknall angelegt war. Früher oder später musste die Evolution zwangsläufig bei einer intelligenten Spezies ankommen. Die Entwicklung zu Komplexität und Intelligenz ist Programm.

## Kritik
Die Konvergenztheorie steht im Widerspruch zur Kontingenztheorie. Da sie streng adaptionistisch argumentiert (Evolutionäre Anpassung), wird sie von solchen Evolutionstheoretikern negiert, die eine durchgängig adaptionistische Argumentation in der Evolution ablehnen, wie sie hauptsächlich in den USA vorherrscht (Synthetische Evolutionstheorie). Ein entschiedener Gegner der Theorie war Stephen Jay Gould, der sich streng gegen jeden immanenten Fortschritt in der Evolution aussprach.
Nach Auffassung von Powell Russell (2008) müsse die Konvergenztheorie die Analogie, also Unabhängigkeit in der evolutionären Entwicklung von Merkmalen, nachweisen bzw. sie müsse nachweisen, dass solchen makroevolutionären Merkmalen keine nahen, gemeinsamen, homologen, sondern vielmehr analoge Entwicklungspfade zugrunde liegen. Je besser ihr das empirisch gelänge, desto überzeugender schaffe sie die Grundlage für ihre adaptionistische Argumentation.